# Carlos Perreau de Pinninck Doménech
Carlos Perreau de Pinninck Doménech (Madrid, 5 de març de 1953) és un empresari espanyol. Casat amb Begoña Ruiz-Mateos y Rivero, filla de José María Ruiz-Mateos. Juntament amb el seu sogre creà l'Agrupació Electoral José María Ruiz Mateos, amb la que fou elegit diputat a les eleccions al Parlament Europeu de 1989. Fou membre de la Delegació per a les relacions amb Suècia del Parlament Europeu. És patró de la Fundació Joan Boscà, propera a Societat Civil Catalana.